# Хрисипп (Еврипид)
«Хрисипп» (др.-греч. Χρύσιππος) — трагедия древнегреческого драматурга Еврипида (V век до н. э.) на тему мифов о Пелопидах, текст которой утрачен за исключением нескольких небольших отрывков. Заглавный герой пьесы — сын царя Микен Пелопа, который был соблазнён фиванским царём Лаем и после этого покончил с собой.
«Хрисипп» был впервые поставлен на сцене примерно между 411 и 409 годами до н. э. вместе с «Финикиянками» (текст сохранился) и «Эномаем» (текст был утрачен). Этот драматический цикл занял в состязании второе место.
Существует предположение о том, что в «Мифах» Псевдо-Гигина фабула № 85 представляет собой частичный пересказ «Хрисиппа» Еврипида в сочетании с трагедией Софокла «Гипподамия», в которой использовался другой вариант мифа. Автор пишет, что Хрисиппа соблазнил Лаий, но потом резко переходит к рассказу о том, что Хрисиппа убили его единокровные братья Атрей и Фиест по наущению их матери Гипподамии.
Название «Хрисипп» носили также трагедии Ликофрона и Диогена, комедия Страттида.